# Stefan Markovski
Stefan Markovski (Gevgelija, 1990) es un escritor, poeta y filósofo macedonio.

## Biografía
Stefan Markovski nació y creció en la ciudad de Gevgelija, donde completa sus estudios de primaria y secundaria. Se gradúa en la Cátedra de literatura comparada de la Facultad de Filología en el Instituto de Filosofía de la Universidad Sv. Kiril y Metodi de Skopje. Más tarde se matricula en la especialidad de guion de cine y televisión en la Facultad de artes dramáticas de Skopje.
Como resultado de su amplia carrera como escritor, la cual incluye trabajos en diferentes géneros, temas y campos de estudio, tanto teóricos como académicos, Markovski ha sido galardonado con diferentes premios literarios, teniendo un amplio reconocimiento tanto en Macedonia como en el extranjero.
La obra de Markovski ha estado incluida en diferentes antologías de literatura macedonia contemporánea y también ha participado en numerosos festivales. Parte de su obra ha sido publicada en diferentes lenguas europeas.
Stefan Markovski es miembro de la Unión de escritores de Macedonia, del centro macedonio del instituto internacional de teatro así como de otras organizaciones.
Es el redactor principal de la revista literaria macedonia más antigua “Sovremenost” (Современост) con sede en Skopje y es también editor de los libros de poesía “Caravana métrica” (Метрички карван).

## Obra
Markovski es uno de los escritores macedonios más productivos y diversos de su generación y ha publicado libros y obras de diferentes géneros:
1. Prosa:
1.1 Novelas:
1.1.1 Stefan Markovski. Unidireccional, Fundación Ramkovski, Skopje, 2009.
1.1.2 Stefan Markovski. Cartas heréticas o encontrando los cielos que brillan de color rojo, Tri, Skopje, 2018.
1.2 Relatos cortos:
1.2.1 Stefan Markovski. El vendedor de viento y niebla y otros cuentos, Biblioteca “Gotse Delchev”, Gevgelija, 2015.
1.2.2 Stefan Markovski. La muerte vuela sonriendo, Bran, Struga, 2017.
2. Libros de poesía:
2.1 Stefan Markovski. Apeiron, Geneks, Kochani, 2010.
2.2 Stefan Markovski. Algunos recuerdos de aquél pasado, Geneks, Kochani, 2010.
2.3 Stefan Markovski, In Nomine, Makedonska rech, Skopje, 2016.
2.4 Stefan Markovski. Gris brillan los universos, Casa de la cultura “Kocho Ratsin”, Skopje, 2016.
2.5 Stefan Markovski. En la búsqueda del grifo blanco, Antolog, Skopje, 2018.
3. Libros de filosofía
3.1 Stefan Markovski. La evolución jerárquica de la conciencia, Akademski pechat, Skopje, 2012.
3.2 Stefan Markovski. Meta(de)construcción y la filosofía general, Akademski pechat, Skopje, 2012.
3.3 Stefan Markovski. La felicidad es un verbo, akademski pechat, Skopje, 2013.